# Khagrachari (ville)
Pour les articles homonymes, voir Khagrachari (homonymie).
Khagrachari (aussi Khagrachhari, en bengali : খাগড়াছড়ি, Khāgaṛāchaṛi) est la capitale du district de montagne de même nom dans le sud-est du Bangladesh.  

## Géographie
La ville est située près de la rivière Chingri dans les Chittagong Hill Tracts.  

## Histoire
La ville a été fondée en 1860 par Remrochai Chowdhury. 

## Population
Au 18 octobre 2012), 50 364 personnes vivaient à Khagrachari. 